# Emil Krebs

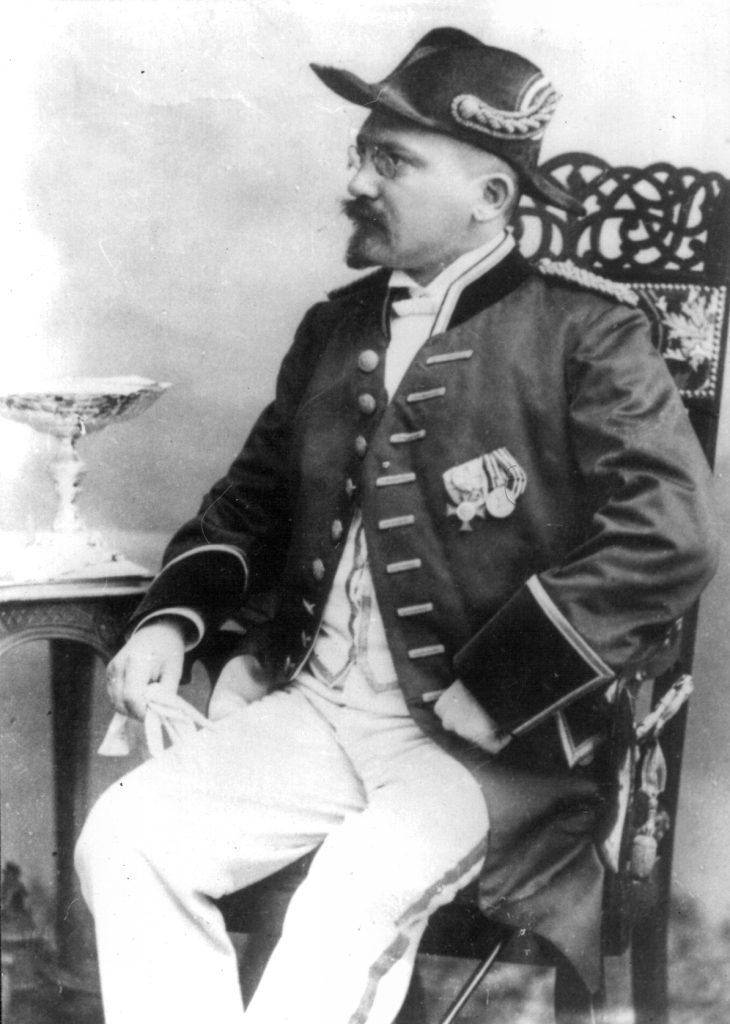
Emil Krebs

Emil Krebs (* 15. November 1867 in Freiburg in Schlesien; † 31. März 1930 in Berlin) war ein deutscher Sinologe, Diplomat, Dolmetscher und Übersetzer. Er war als Vielsprachler bekannt und beherrschte 68 Sprachen. Diese Sprachkenntnisse ermöglichten es ihm, im Auswärtigen Amt in Berlin aus über 40 Fremdsprachen zu übersetzen. Seine Privatbibliothek umfasste Bücher und Schriften in 111 Sprachen.

## Leben

### Die frühen Jahre
Emil Krebs war der Sohn des Zimmermeisters Gottlob Krebs und seiner Ehefrau Pauline geb. Scholz; er hatte neun Geschwister. Von 1870 bis 1887 wuchs er in Esdorf, Kreis Schweidnitz, auf. Schon in der Dorfschule zeigte sich sein Interesse an Sprachen, als er sich intensiv mit einem zufällig gefundenen französischen Wörterbuch beschäftigte. Von 1878 bis 1880 besuchte er die Höhere Realschule in Freiburg (Schlesien), von 1880 bis 1887 das Evangelische Gymnasium in Schweidnitz. Auf dem Lehrplan des Gymnasiums standen Latein, Französisch, Althebräisch und Altgriechisch. Daneben erlernte der Gymnasiast autodidaktisch Neugriechisch, Englisch, Italienisch, Spanisch, Russisch, Polnisch, Arabisch und Türkisch. Am 17. März 1887 legte er das Abitur ab. Zu diesem Zeitpunkt waren ihm bereits zwölf Fremdsprachen geläufig.
Im Sommersemester 1887 studierte Krebs Theologie und Philosophie an der Universität Breslau, ab dem Wintersemester 1887/88 Rechtswissenschaft an der Universität Berlin und gleichzeitig Chinesisch am neugegründeten Seminar für Orientalische Sprachen. Das Examen legte er am 24. Juli 1890 mit „gut“ ab. Das erste juristische Staatsexamen an der Universität Berlin folgte am 12. Juni 1891. Anschließend war er Gerichtsreferendar beim Königlich-preußischen Amtsgericht in Gottesberg (Schlesien). Ab Ostern 1892, inzwischen Referendar am Kammergericht in Berlin, wurde er Mitglied der türkischen Klasse beim Seminar für Orientalische Sprachen. Die vorgesehene Prüfung nach drei Semestern, für die er bereits zugelassen war, fand nicht mehr statt, da Krebs für das Auswärtige Amt nach Peking ging.

### Aufenthalt in China von Dezember 1893 bis März 1917
Am 30. September 1893 trat Emil Krebs als Dolmetscher-Aspirant in den Auswärtigen Dienst ein. Sein erster Einsatz führte ihn nach China. Nach seiner Ankunft am 5. Dezember 1893 bei der Kaiserlichen Gesandtschaft in Peking wurde er am 10. Juni 1896 zum zweiten Dolmetscher bestellt.
Das Deutsche Reich nahm die Ermordung zweier Missionare in der Provinz Shantung zum Anlass, im November 1897 Tsingtao als Bürgschaft für seine „Schadensersatzforderungen“ zu besetzen. Vom 10. November 1897 bis zum Februar 1898 war Krebs dem zur Besetzung von Kiautschou entsandten deutschen Geschwader zur Dienstleistung als Dolmetscher und Übersetzer zugeteilt und anschließend an das Kaiserliche Gouvernement für das Schutzgebiet Kiautschou abgeordnet. Dort war er Vorstand der chinesischen Kanzlei und Bezirksamtmann und als solcher auch als Richter für chinesisches Recht tätig. Sein Einsatz in Kiautschou endete am 30. September 1900.
Anschließend kehrte er nach Peking zurück, wo am 20. Juni 1900 der deutsche Gesandte Clemens von Ketteler beim Boxeraufstand ermordet worden war. Dort kam es zum ersten Zusammentreffen mit dem Gesandtschaftssekretär Gustav von Bohlen und Halbach. Aufgrund seiner Chinesischkenntnisse und seiner Erfahrung im Umgang mit chinesischen Amtsträgern wurde Krebs am 16. Juli 1901 durch den Reichskanzler Bernhard von Bülow zum Ersten Dolmetscher im Range eines Legationssekretärs („Secrétaire interprète“) ernannt. Seine Aufgaben und seine Stellung in der Gesandtschaft änderten sich dadurch erheblich. Die Gesandten, aber auch deren Vertreter, sprachen kaum Chinesisch, die chinesischen Geschäftsträger oft keine Fremdsprache. Auch von chinesischer Seite wurde er als Experte für Chinesisch, Mongolisch, Mandschurisch und Tibetisch sowie Koreanisch und Japanisch konsultiert.
Am 15. Februar 1912 wurde Krebs zum Legationsrat befördert, obwohl er sich geweigert hatte, das Konsulatsexamen abzulegen. Am 5. Februar 1913 heiratete er auf dem Deutschen Kaiserlichen Konsulat in Shanghai Frau Amande Heyne geb. Glasewald. Im Februar und März 1914 oblag ihm die Vertretung des Gesandten von Haxthausen während dessen Dienstreise nach Mittel- und Südchina. Schließlich wurden ihm am 8. August 1914 auch die standesamtlichen Befugnisse bei der Gesandtschaft übertragen. Privat hatte Krebs unter anderem Kontakt zu Mitgliedern des chinesischen Kaiserhauses und dem ersten Präsidenten Chinas Yuan Shikai.
Nach dem im März 1917 im Zuge des Ersten Weltkriegs erfolgten Abbruch der diplomatischen Beziehungen zwischen Deutschland und China wurde am 25. März 1917 die deutsche Gesandtschaft aufgelöst und die Diplomaten traten die Heimreise an.

### Rückkehr nach Berlin 1917

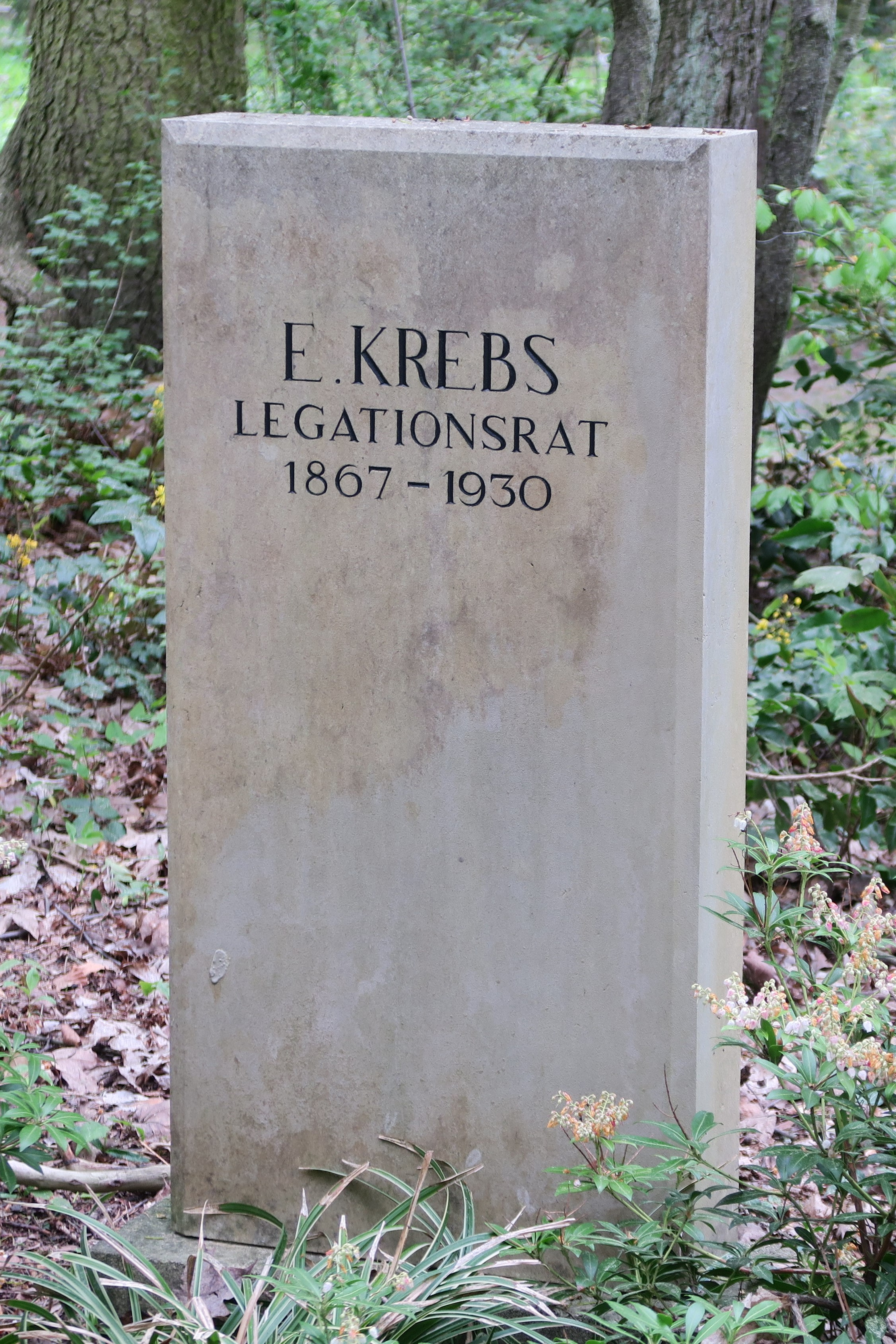
Grabstein von Emil Krebs, 2017

Nach seiner Ankunft in Berlin am 23. Mai 1917 wurde Krebs ab dem 1. Januar 1918 in den einstweiligen Ruhestand versetzt. Die „Nachrichtenstelle für den Orient“ (ab November 1917) und ab März 1921 der „Chiffrierdienst der japanischen Abteilung, Abt. II“ des Auswärtigen Amts nutzten aber weiter seine Sprachkenntnisse. Erst 1923 erhielt er wieder eine Festanstellung beim Sprachendienst des Auswärtigen Amts als Übersetzer und Prüfer. Nebenamtlich war Krebs ab Mai 1922 als Dolmetscher für die finnische Sprache bei Gerichten und Standesämtern in Berlin und im Regierungsbezirk Potsdam tätig. Bemühungen des Auswärtigen Amts, Krebs eine seinen Fähigkeiten entsprechende Dozentenstelle am Seminar für Orientalische Sprachen zu vermitteln, scheiterten am Widerstand des damaligen Leiters Prof. Otto Franke, der etwa 20 Jahre zuvor mit Krebs in Peking tätig gewesen war.
Unabhängig vom Auswärtigen Amt bemühte sich bereits ab 1917 der Essener Industrielle Gustav Krupp von Bohlen und Halbach um eine Krebs’ Sprachkenntnissen entsprechende Tätigkeit für seinen früheren Pekinger Kollegen, unter anderem bei der Preußischen Akademie der Wissenschaften in Berlin und beim Deutschen Überseedienst. Einstellungsvoraussetzung war jedoch die Kündigung beim Auswärtigen Amt und somit der Fortfall seiner Bezüge. Krebs lehnte das ab. Krupps Bemühungen, das Auswärtige Amt für einen weiteren Einsatz von Krebs in China zu gewinnen, blieben ohne Erfolg.
Am 31. März 1930 starb Krebs in seiner Wohnung in Berlin-Westend, Linden-Allee 26, an einem Gehirnschlag. Auf dem Stahnsdorfer Südwestkirchhof fand er seine letzte, heute noch in einer Patenschaft betreute Ruhestätte (Epiphanien-Gartenblock I, Gartenstelle 81).

## Nachlass
Die Privatbibliothek von Emil Krebs mit über 3500 Bänden und Schriften in über 110 Sprachen wurde 1932 von der Library of Congress in Washington, D.C. angekauft. Hiervon werden 236 chinesische Titel in 1620 Einzelschriften wegen ihres besonderen Werts in einem Raritäten-Kabinett im Jefferson Building aufbewahrt. Aus dem 1930/1931 von seiner Witwe erstellten, über 240 Seiten umfassenden Inventar und einer von Krebs selbst niedergeschriebenen Sprachauflistung für das Amt aus dem Jahr 1922 ergibt sich, dass Krebs alle Sprachen der heutigen EU beherrschte, zusätzlich weitere Sprachen wie Ägyptisch, Albanisch, Arabisch, Armenisch, Chinesisch, Georgisch, Hebräisch, Japanisch, Javanisch, Koreanisch, Latein, Mandschurisch, Mongolisch, Persisch, Russisch, Sanskrit, Syrisch, Tibetisch, Türkisch und Urdu. Eine Reihe von Sprachen lernte er nur anhand von fremdsprachigen Materialien, so über das Englische Paschtunisch, Birmanisch, Gujarati, Hindi, Irisch, Singhalesisch und Portugiesisch, über das Russische Burjatisch, Finnisch, Tatarisch, Ukrainisch und über das Spanische Baskisch mitsamt dessen Dialekten Guipuzkoa, Bizkaia, Laburdi und Zubero. Als weitere „Mittlersprachen“ zum Erlernen und Vertiefen einer neuen Sprache verwendete Krebs auch Chinesisch, Griechisch, Niederländisch, Italienisch, Türkisch, Latein und Arabisch. Auch das Neue Testament in 61 verschiedenen Sprachen spielte eine bedeutende Rolle.
Sein 1930 von dem Hirnforscher Oskar Vogt entnommenes Gehirn wurde als sogenanntes „Elitegehirn“ im Institut für Hirnforschung und allgemeine Biologie aufbewahrt und befindet sich heute in der Heinrich-Heine-Universität Düsseldorf. Die Neurologin Katrin Amunts hat dort 2004 das Gehirn erneut untersucht. Ihren Befund fasst sie an anderer Stelle so zusammen: „Im Schläfenbereich befindet sich das Broca-Zentrum. Es spielt für die Sprachproduktion eine wichtige Rolle. Der Bau des Broca-Areals unterscheidet sich bei Emil Krebs sehr deutlich von Leuten wie uns. Die Nervenzellen sind bei allen Menschen in Schichten angelegt, doch bei ihm lassen sich die Zellstreifen unter dem Mikroskop deutlicher voneinander abgrenzen. Krebs hatte also nicht generell ein anderes Gehirn als die Normalbevölkerung, sondern nur ein sehr besonderes Broca-Areal. Seine spezielle Sprachbegabung lässt sich daher mit hoher Wahrscheinlichkeit auf die ungewöhnliche Ausprägung dieser Gehirnstruktur zurückführen.“
Seine Ehefrau Amande Krebs geb Glasewald ist am 11. November 1964 hochbetagt im Alter von 87 Jahren in Gaienhofen verstorben.
Das Auswärtige Amt widmete Emil Krebs in der Zeit vom 17. Januar bis 19. Februar 2020 eine Ausstellung.

## Schriften
Emil Krebs war selbst nicht wissenschaftlich tätig.
Seine umfangreichste Veröffentlichung ist die von ihm durchgesehene und abgeschlossene Übersetzung der Chinesischen Schattenspiele aus dem Nachlass von Wilhelm Grube, München 1915 (440 Seiten). Diese Arbeit erforderte eine vorherige Aufbereitung des handschriftlichen chinesischen Originals samt Übertragung in modernes Chinesisch (über 700 Seiten). Die stark beschädigte Handschrift hatte Berthold Laufer 1901 von einer Schattenspieltruppe in Peking zusammen mit den dazugehörenden etwa tausend Figuren für das American Museum in New York erworben.
Ein umfangreicher Aufsatz von Emil Krebs über das chinesische Strafrecht erschien in der von Franz von Liszt herausgegebenen Veröffentlichung „Strafgesetzgebung der Gegenwart“ 1898.
Ferner veröffentlichte Krebs Aufsätze in der „Ostasiatischen Rundschau“ und in „Der neue Orient“ (u. a. „Über das Chinesisch Lernen“, „Die politische Karikatur in China“, „Chinas innere und äußere Politik“, „Deutsche Tätigkeit in China“).
Im Archiv der Staatsbibliothek Berlin befinden sich als Übersetzungen aus dem Türkischen: „Die Reform der Ehegesetzgebung in der Türkei“, „Das türkische Gemeindegesetz“, „Vorbereitung eines allgemeinen Bildungsgesetzes in der Türkei“, „Stimmen aus dem türkischen Parlament zum neuen Zivilstandsgesetz“, „Provisorisches Gesetz über das Familiengesetz“, „Das türkische Ernährungsgesetz“, „Arbeiten des Osmanischen Landtags in der vierten Session der dritten Wahlperiode“ sowie weitere Übersetzungen von Verordnungen zu diesen Gesetzen.
Nicht veröffentlicht wurde ein Vortrag am 30. September 1919 im Auftrage des Auswärtigen Amts an der Außenhandelsstelle Berlin über „Nutzen des Sprachstudiums für Beamte des Auslandsdienstes“, in dem Krebs einen Bogen über ca. 90 Sprachen schlägt. Krupp urteilte darüber: „Inhalt derartig bedeutungsvoll, dass ich raten möchte, ihn einer Fachzeitschrift zur Veröffentlichung zu geben.“
In einer ebenfalls unveröffentlichten Arbeit „Deutschland in China“ vom Juli 1920 beschreibt Krebs den Handel mit China bis 1917 und gibt einen zum Teil noch heute aktuellen Ausblick auf die künftigen Möglichkeiten der Zusammenarbeit. Krebs bezeichnete darin die Beziehungen zu China als gewaltsamen Erwerb, gipfelnd in der Aussage: „In der Tat! Die nunmehr etwa achtzigjährige Geschichte der näheren Beziehungen Chinas zu den europäischen Staaten stellt eine ununterbrochene Kette von Vergewaltigungen der territorialen und souveränen Rechte Chinas auf politischem, wirtschaftlichem und kulturellem Gebiet dar.“ Er schließt seine Ausführungen mit „Right over Might!“
Aus dem Italienischen übersetzte Krebs das Buch Mugden von Luigi Barzini.